# 1 (tal)
1 (ett (fil) eller en (fil)) är det naturliga heltal som följer 0 och föregår 2.
1 tillhör följande grupper av tal:
- udda tal
- Fibonaccital (både det andra och tredje)
- Palindromtal
- Schrödertal

## I matematiken
- 1 är identitetselementet under multiplikation.
- 1 är en SI-enhet som bildar en egen kategori. Enheten används för antal och dimensionslösa storheter
- 1 är decimalformen av det rationella talet hel[2][specificera källa].

### Egenskaper
Följande egenskaper gäller för alla talkroppar:
- {\displaystyle 1x=x} för alla x i kroppen.
- {\displaystyle {x/x}=1} för alla x utom 0.
- {\displaystyle x^{0}=1} för alla x utom 0.

## Inom vetenskapen
- Väte, atomnummer 1
- 1 Ceres, en dvärgplanet
- M1, Krabbnebulosan, supernovarest i Oxen, Messiers katalog